# Greng
Greng es una comuna suiza situada en el distrito de See, en el cantón de Friburgo. Tiene una población estimada, a fines de 2021, de 173 habitantes.
Está situada a orillas del lago de Morat, a una altitud de 441 metros sobre el nivel del mar.